# Appy
Appy ist eine französische Gemeinde mit 28 Einwohnern (Stand 1. Januar 2022) im Département Ariège in der Region Okzitanien. Sie gehört zum Arrondissement Foix und zum Kanton Haute-Ariège.
Nachbargemeinden sind Montferrier im Norden, Axiat im Osten, Urs im Süden, Vèbre im Südwesten und Caychax-et-Senconac im Westen.

## Bevölkerungsentwicklung
| Jahr      | 1962 | 1968 | 1975 | 1982 | 1990 | 1999 | 2008 | 2015 |
| --------- | ---- | ---- | ---- | ---- | ---- | ---- | ---- | ---- |
| Einwohner | 34   | 27   | 20   | 14   | 7    | 9    | 24   | 26   |